# 坎內托
坎內托（義大利語：Canneto）是意大利西西里大區墨西拿廣域市卡罗尼亚市镇内的一個小村莊及民政教區，其名字在意大利語意思為蘆原。

## 地理
坎內托位於第勒尼安海沿岸地區，距離卡罗尼亚約10公里，離巴勒摩約105公里及離墨西拿約125公里。

## 歷史

### 自燃事件
自2004年1月24日開始，村內開始出自無法解釋的自燃事件。先從保險絲開始，然後到微波爐、家庭用具、汽車等都自燃起來。後來居民要求切斷電力供應，以免再發生自燃現象，但在沒有電力供應情況下供莫名其妙地自燃。政府當局排除了電線短路引起火災，但無法解釋為何物品會自燃，居民轉向宗教尋求答案，並得到教宗若望·保祿二世的祝福，但仍無補於事。於是當地政府下令撤離村內所有居民，並派人調查事件。除此外化，村內的電腦都會自動故障，車的門鎖會自動開關，指南針失去作用，於是他們懷疑這一切都是由电磁场引起。調查人員開始檢查村內的電磁場，發現事發時有大量電磁能脈衝，並推斷這些電磁場是人造的，並且來自海上。可是不久之後政府下令終止調查工作，使人聯想到這可能是汲及到軍事機密實驗。但一份在1932年出刊的報導已記載當地有超常的電磁場。2007年，有媒體聲稱官方報告指起因歸咎於外星人。是次調查共動員了多次名專家及約100萬英鎊的經費。